# Oskar Hellmann

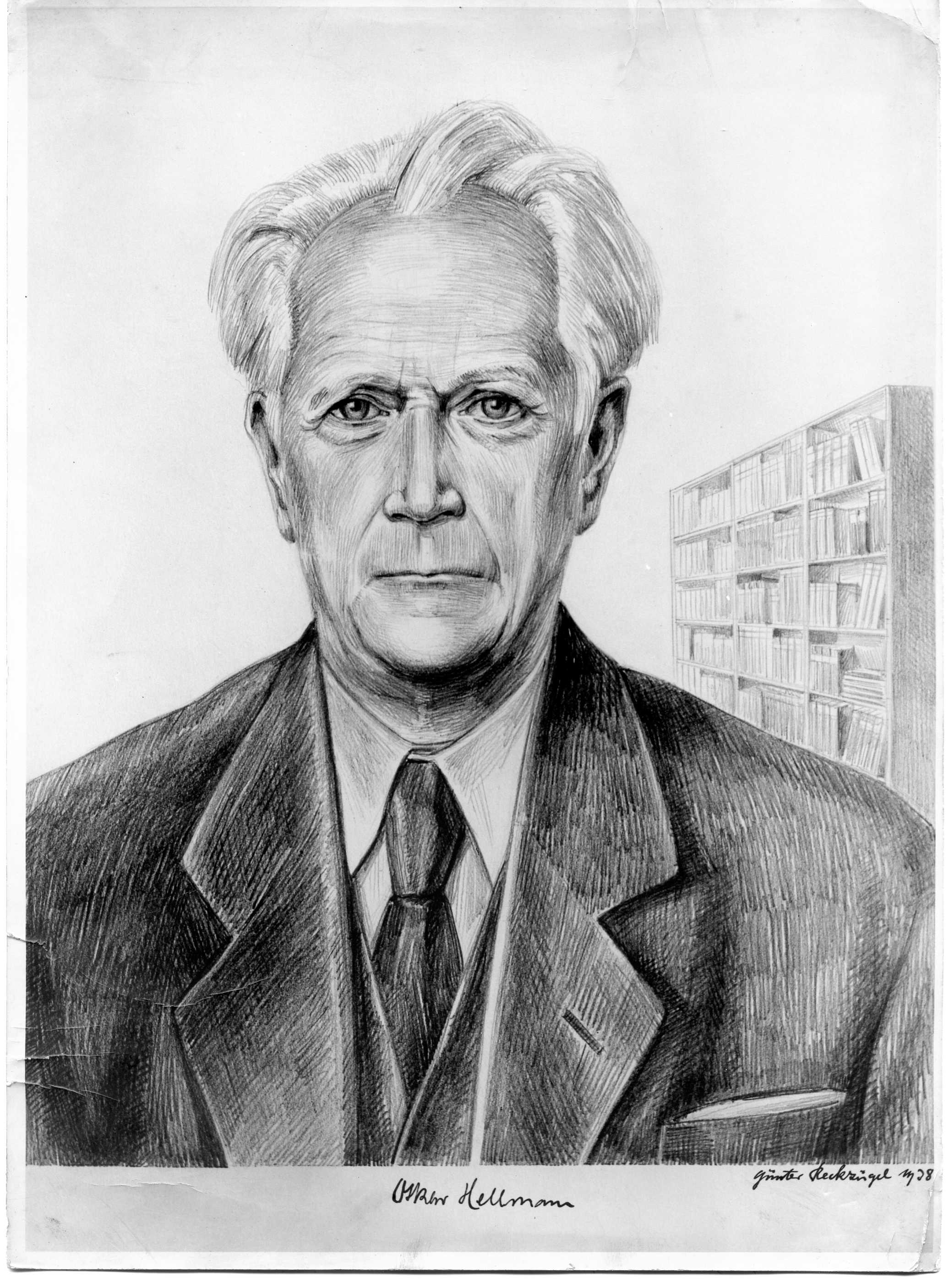
Oskar Hellmann (1938)

Oskar Hellmann (* 29. September 1869 in Ratibor-Ostrog, Provinz Schlesien; † 22. Juni 1944 in Glogau, Provinz Niederschlesien) war ein schlesischer Verleger, Buchhändler, Autor, Familienforscher und Denkmalpfleger Schlesiens.

## Leben
Hellmann war neuntes Kind des Guts- und Ziegeleibesitzers Carl Hellmann und dessen Ehefrau Josefine Ottilie Hellmann, geb. Stroka, die aus einer polnischstämmigen Familie in Ratibor stammte. Er war Cousin von Johannes Hellmann, dem „Vater der Feuerwehren Schlesiens“.
Nach dem Besuch des Gymnasiums in Ratibor und Breslau einer Buchhändlerlehre in Breslau war er dort einige Zeit in diesem Beruf tätig. 1898 gründete er in Jauer einen eigenen Verlag, in dem er u. a. von 1901 bis 1903 die literarische Monatsschrift Janus redigierte und herausgab.
1908 siedelte er mit seinem Verlag nach Glogau über und gab dort u. a. 1913 die von Julius Blaschke geschriebene große Stadtchronik Geschichte der Stadt Glogau und des Glogauer Landes heraus, die 1982 vom Glogauer Heimatbund e. V. als Reprint neu aufgelegt worden ist. 1931 veröffentlichte er nach jahrzehntelangen Recherchen sein Familienbuch Die Hellmann. Das Bild einer deutschen Familie. Es war ihm bei seinen Nachforschungen gelungen, seine Vorfahren bis ins Köln des 15. Jahrhunderts zurückzuverfolgen. Er lebte und arbeitete bis zu seinem Tode 1944 in Glogau. Sein umfangreiches Familienarchiv ging bald nach seinem Tode bei der fast vollständigen Zerstörung der Stadt Glogau am Ende des Zweiten Weltkrieges 1945 in Flammen auf.

## Werke
- (Hrsg.), Janus. Studien und Kritiken für Freunde der Literatur, Jauer, 1901ff
- Joseph Christian Freiherr von Zedlitz. Ein Dichterbild aus dem vormärzlichen Österreich, Leipzig, 1910
- (Hrsg.), Napoleon im Spiegel der Dichtung, Glogau, 1914
- Das ist Altöstreichs Siegesschritt. Ein Buch von Habsburgs Kriegen und Siegen, 2. Auflage, Glogau, 1916
- (Hrsg.), Hans Bloch. Skizzen und Studien eines schlesischen Künstlers, Glogau, Leipzig, 1916
- Die Wappenschilder im Dom zu Glogau, Glogau, 1927
- Wehr und Vaterland. Ein Ruhmestag des „Iltis“, Beilage zur Deutschen Zeitung vom 21. Juni 1930
- Eine ausführliche Darstellung des Lebens von Gottlieb Stams, In: Der Wanderer im Riesengebirge, Heft 9, Breslau, 1930
- Unsere Kirche. Aus dem Leben eines schlesischen Dorfpastors, Breslau, 1930
- Wie ein Langhelwigsdorfer Junge im Siebenjährigen Kriege Pastor von Pombsen Kr. Jauer wurde, In: Der Wanderer im Riesengebirge, September 1930
- Die Hellmann. Das Bild einer deutschen Familie, Glogau, 1931
- Eine Buchhändler- und Gelehrtenfamilie, In: Börsenblatt für den deutschen Buchhandel, Band 98, S. 104, Leipzig, 1931
- Das Denkmal einer Ahnfrau Goethes im Dom zu Glogau, In: Unsere schlesische Heimat, Ausgabe 8, Glogau, Juni 1932
- Die Steinfiguren vom Glogauer Odertor, In: Unsere schlesische Heimat, Ausgabe 8, Glogau, 1932
- Glogau. Ein Wegweiser durch die Heimat, Glogau, 1933
- Fünfzig Jahre Robert Kahl, Glogau, Glogau, 1936
- Die Sippe Kahl aus Schlabitz (Kreis Guhrau), Glogau, 1936
- Der Glogauer Landeshauptmann Graf von Nimptsch, In: Niederschlesischer Anzeiger, Ausgabe 1937
- Ahnenreihe und Stammtafel Herfarth, Görlitz 1937 (mit Heinrich Herfarth[3])
- Die Archidiakone des Kollegiatstiftes Unserer lieben Frau in Glogau, Glogau, 1938
- Drei Glogauer Bürger. Johann Samuel, Gustav und Robert Bail, o. O., o. J.
- Sippengeschichtliche Zusammenhänge beiderseits der Sudeten, o. O., o. J.

## Im Verlag Hellmann erschienen

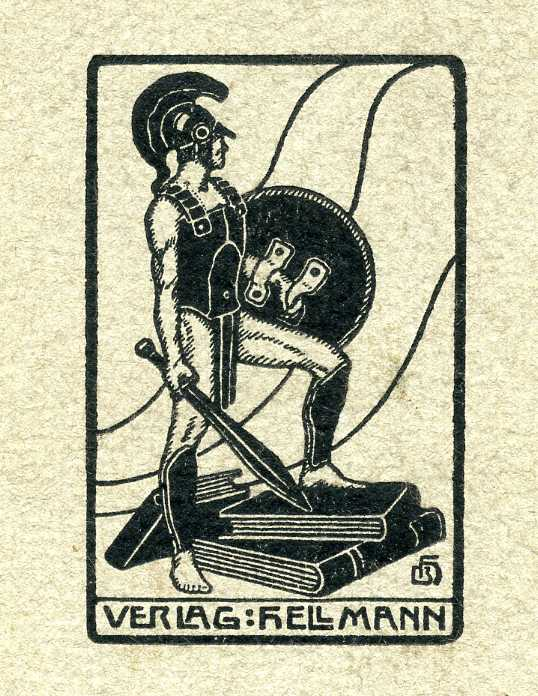
Verlag Hellmann, Signet

- Adress- und Auskunftsbuch der Stadt Jauer in Schlesien, Verlag Oskar Hellmann, Jauer 1900ff
- Jauerscher Anzeiger, wöchentlich, Verlag Oskar Hellmann, um 1900
- Otto Koischwitz: Lesebuch zur Heimatkunde. Mit Kreiskarte u. Stadtplan, Glogau, 1900
- Hugo Michael: Das homerische und das heutige Ithaka, Programm des Königlichen Gymnasiums zu Jauer, 1902
- Otto Koischwitz: Jauer, ein Wegweiser durch die Heimat und ihre Geschichte, Jauer, 1902
- Gustav Schönaich: Die alte Fürstentumshauptstadt Jauer. Bilder und Studien zur Jauerschen Stadtgeschichte, Jauer, 1903
- Gustav Schöneich: Die alte Jauersche Stadtbefestigung, Jauer, 1903
- Max Neumann: Gedenkblatt an das sonnige Italien. Eine Lehrerfahrt, o. O., 1903
- Max Kreyher: Aus des Lebens ewigem Werden. Kleine Bilder, Jauer, 1903
- Friedrich Weidling: Drei deutsche Psychedichtungen, Jauer, 1903
- G. Haschke: Wanderkarte des Kreises Jauer, Jauer, um 1903
- Arthur Luther: Goethe. Sechs Vorträge des Autors, Jauer und Leipzig, 1905
- Gotthard Heuber: Die evangelische Friedenskirche in Jauer, genannt zum Heiligen Geist, Festschrift zur Feier des 250-jährigen Bestehens der Kirche, Jauer, 1906
- Karl August Gerhardi: Das Wesen des Genies, Jauer, 1906
- Max Kretzer: Der Millionenbauer, Jauer, 1906(?)
- Marie Klerlein: Frühe Gefährten. Erzählungen, Jauer, 1906
- Hans Zuchold: Vor den Toren der seligen Gärten. Gedichte, o. O., 1906
- Hermann Kunert: Denkschrift über die 250-jährige Jubelfeier der ev. Friedenskirche in Jauer, Jauer, 1907
- Franz Diettrich-Kalkhoff: Geschichte der Notenschrift mit 3 Abbildungen, 18 Tabellen und zahlreichen Notenbeispielen im Text, Jauer, 1907
- Peter Hamecher: Gedächtnis. Ein Versbuch, Jauer, 1907
- Max Kretzer: Söhne ihrer Väter, Jauer, Leipzig, Berlin, nach 1907
- Adalbert Hoffmann: Joh. Christ. Günthers Schulzeit und Liebesfrühling, Jauer, 1908
- Otto Suchland: Widerspiel. Strophen. Lieder. Zeilen. Fragmente, Jauer, 1908
- Eduard Diederich: Das Dekret des Bischofs Burchard von Worms. Beiträge zur Geschichte seiner Quellen. 1. Teil : Inaugural-Dissertation zur Erlangung der theol. Doktorwürde der Hochwürd. katholisch-theologischen Fakultät der Königl. Universität zu Breslau vorgelegt und mit Genehmigung derselben veröffentlicht von Eduard Diederich, Pfarrer in Pombsen, Kr. Jauer, Jauer, 1908
- Gregor Constantin Wittig: Johann Christian Günther. Ein Beitrag zu seinem Charakterbilde mit erneuten Berichtigungen und Zusätzen zu seiner Lebensgeschichte, Jauer, 1909
- Richard Wenz: Heinrich Mittler, Glogau u. Leipzig, 1909
- Max Kretzer: Mut zur Sünde, Glogau u. Leipzig, 1909
- Kurt Walter Goldschmidt: Zur Kritik der Moderne. Studien und Bekenntnisse, Leipzig, 1909
- Fred Brzoski: Industrieschlesien, das Land einer Zukunft, Glogau, 1911
- Julius Blaschke, Geschichte der Stadt Glogau und des Glogauer Landes, Glogau, 1913
- Karl August Gerhardi: Gehirn und Krieg, Glogau u. Leipzig, 1915
- Otto Warnatsch (Hrsg.): Andreas Gryphius. Auswahl aus seinen Dichtungen zur Dreihundertjahrfeier seiner Geburt unserer Sprache angepasst, Glogau, 1916
- Johannes Hönig: Auszug und Heimkehr. Kriegsgedichte, Glogau, 1917
- Bernhard Patzak: Die Gymnasialkirche in Glogau und die Martinskirche in Seitsch, Glogau, 1920
- Bernhard Patzak: Die Jesuitenkirche zu Glogau und die Kirche zu Seitsch, Glogau, 1922
- K. Kastner: Geschichte der Pfarrer aus der Glogauer Nikolaikirche, Glogau, 1925
- Festschrift zum 25-jährigen Jubiläum des Aerztevereins, Jauer, o. J.
- Pastor Roth: Der Lehrer und die Schwachen und Gefährdeten unter seinen Schülern, o. O., o. J.
- Eugen Hellmann: Erich. Ein Sang aus Schlesiens Bergen, Jauer, o. J.